# Clarington (Kanada)
Clarington to miejscowość (ang. town) w Kanadzie, w prowincji Ontario, w regionie Durham.
Powierzchnia Clarington to 611,06 km².
Według danych spisu powszechnego z roku 2001 Clarington liczy 69 834 mieszkańców (114,28 os./km²).